# Квантовий всесвіт
Квантовий всесвіт: все, що може трапитись, трапляється (англ. The Quantum Universe: Everything That Can Happen Does Happen) — книга фізиків-теоретиків Браяна Кокса та Джеффа Форшоу, видана в 2011 році.

## Огляд
Книга має на меті дати доступне непідготовленому читачеві пояснення квантової механіки та її впливу на сучасний світ. Автори кажуть, що «наша мета під час написання цієї книги — демістифікувати квантову теорію». Починаючи з понять корпускулярно-хвильового дуалізму та нетехнічного опису інтегралів вздовж траєкторій, книга пояснює принцип невизначеності, рівні енергії в атомах, фізику напівпровідників і транзисторів, діаграми Фейнмана, принцип заборони Паулі та Стандартну модель фізики елементарних частинок. Більш математичний Епілог обговорює роль квантової механіки в моделях еволюції зір і виводить межу Чандрасекара для максимальної маси білого карлика.

## Відгуки
«Ґардіан» із захопленням відзначає: «Оповідь значно вільніша й невимушеніша, ніж навіть знаменита легка проза Фейнмана». Загалом, за словами рецензента, «читачам сподобається ця захоплива, амбітна та творча екскурсія нашим квантовим всесвітом».
«Kirkus Reviews» каже, що письменники часто пояснюють квантові закони «невблаганно нетехнічною мовою, яка перетворює їх на магічне шоу», натомість як Кокс і Форшоу «мають справу з дуже складними темами, і читачам, які не приділяють пильної уваги, залишиться лише насолоджуватись традиційним магічним шоу». Рецензент називає книгу «амбітним поясненням величезного квантового всесвіту, орієнтованим на читачів, які бажають працювати».
Подібним чином «The Space Review» пише: «Їхній підхід полягає в тому, щоб провести читача через науку квантової фізики, домішуючи невелику частину історії та іншого контексту, намагаючись знайти баланс, чітко пояснюючи ці теми, але не надто спрощуючи». Рецензент каже: «Для тих, хто бажає приділити належну увагу та подумати, і не лякається одного чи двох рівнянь», робота вдала. І, хоча квантова фізика «зводить з розуму» фанатів популярної науки, «після прочитання цієї книги вона може здатися трохи менш дивною».
В рецензії в «The New York Journal of Books» зазначається, що автори «не зупиняються на історії предмету, лише згадуючи внесок Шредінгера, Бора, Дірака, Ейнштейна» та інших фізиків, які заклали основи. Рецензент робить висновок: «„Квантовий всесвіт“, можливо, не демістифікує квантову теорію, але він дає читачеві уявлення про розмір гори, на яку намагається піднятися книга, і кілька точок опори, щоб допомогти нам почати наше власне сходження».
«Kara Reviews» представив неоднозначну думку, зазначивши, що «Кокс і Форшоу роблять досить хорошу роботу», але не рекомендуючи починати знайомство з квантовою механікою з цієї книги. На думку рецензентів, намагаючись уникнути тригонометрії, автори вигадали ще складнішу аналогію, а якщо перестрибнути математику, від книги майже нічого не залишиться.